# Laws' Cause
Laws' Cause è il terzo album a nome del flautista jazz statunitense Hubert Laws, pubblicato dalla casa discografica Atlantic Records nel febbraio del 1969.

## Tracce

### LP
Lato A
Musiche di Hubert Laws, eccetto dove indicato.
1. No More – 2:30 – Registrato il 27 marzo 1968
2. If You Knew – 4:31 – Registrato il 9 febbraio 1968
3. A Day with You – 3:34 (musica: John Murtaugh) – Registrato il 27 marzo 1968
4. Please Let Go – 2:30 – Registrato il 9 febbraio 1968

Lato B
Musiche di Hubert Laws, eccetto dove indicato.
1. Shades of Light – 6:44 – Registrato il 27 marzo 1968
2. Trio for Flute, Bassoon, and Piano – 5:08 (musica: Chick Corea) – Registrato il 27 marzo 1968
3. Windows – 8:45 (musica: Chick Corea) – Registrato il 10 agosto 1966

## Musicisti
No More / A Day with You
- Hubert Laws – flauto
- Melba Moore – voce (brano: No More)
- Kenny Burrell – chitarra
- Karl Porter – fagotto
- Jimmy Owens – flicorno (brano: No More)
- Jimmy Owens – tromba (brano: A Day with You)
- Ron Carter – contrabbasso
- Chick Corea – pianoforte
- Grady Tate – batteria

If You Knew / Please Let Go
- Hubert Laws – flauto, piccolo
- Roland Hanna – clavicembalo
- Chuck Rainey – basso fender
- Eric Gale – chitarra
- Karl Porter – fagotto
- Sam Brown – sitar
- Grady Tate – batteria

Shades of Light
- Hubert Laws – flauto
- Kenny Burrell – chitarra
- Karl Porter – fagotto
- Ron Carter – contrabbasso
- Chick Corea – pianoforte
- Jimmy Owens – flicorno
- Grady Tate – batteria

Trio for Flute, Bassoon, and Piano / Windows
- Hubert Laws – flauto
- Karl Porter – fagotto
- Chick Corea – pianoforte

Note aggiuntive
- Joel Dorn – produttore
- Registrazioni effettuate a New York il 10 agosto 1966 e il 9 febbraio e 27 marzo 1968 al A&R Studios (New York)
- Arrangiamenti effettuati da Hubert Laws con l'eccezione di Trio for Flute, Bassoon, and Piano e Windows, arrangiati da Chick Corea e A Day with You, arrangiato da John Murtaugh
- Phil Iehle, Phil Ramone e Tony May – ingegneri delle registrazioni
- Stanislaw Zagorski – design copertina album originale
- Mike James – note retrocopertina album originale [2]